# Juan de Navas
Juan Francisco Gómez de Navas y Sagastiberri (Calatayud, 23 de octubre de 1647 -  Madrid, 1719) fue un compositor y arpista español que desarrolló su actividad musical en la corte madrileña. 
Pertenecía a la familia de músicos españoles del siglo XVII Gómez de Navas. No siempre se citaron sus dos nombres de pila ni los apellidos completos, lo que ha dado lugar a confundirlo con su padre Juan Gómez de Navas, con su tío y con su abuelo.
Como compositor, escribió obras religiosas y profanas, y destacó en estas últimas, especialmente en la composición de tonadas, solos, dúos y pasacalles de sabor y colorido nacionales, e introdujo la guitarra como instrumento acompañante en estas formas. 

## Biografía
En sustitución de Juan Hidalgo, fue recibido el 17 de mayo de 1669 como arpista de la Real Capilla de Cámara, y ocuparía la plaza titular desde 1688 hasta su muerte. El 23 de octubre de 1686 firmaría como maestro de la Real Capilla el informe del examen realizado por cuatro niños cantorcicos de su colegio. En Madrid, el 6 de junio de 1701, «Juan de Nabas» aparece de nuevo en la documentación de la Real Capilla. 
Durante el período de 1669 a 1701, resulta muy difícil discernir en el texto de los documentos cuándo se trata de Juan Gómez de Navas el padre en su edad de madurez y cuándo de su hijo Juan Francisco Gómez de Navas en su edad juvenil. Se parte, por tanto, de la premisa de la dificultad en la atribución de obras, en la que parece factible en términos generales que la producción de Juan padre se encaminara más hacia la música sacra, como motetes y villancicos, y alguna pieza teatral, mientras que la producción del hijo, Juan Francisco, sería de carácter más profano, de ambiente teatral y con profusión instrumental.
Juan Francisco Gómez de Navas figura como arpista en la plantilla de la corte de Felipe V desde 1702 hasta 1709 con el nombre de «Francisco Navas». 
Como compositor teatral de la corte, Juan Francisco Gómez de Navas tiene una abundante producción escénica que supera las treinta obras, de las que se han conservado excelentes ejemplos. En los últimos años del siglo, con la entrada en la corte de Durón y el éxito cosechado por sus obras teatrales, se vio relegado en su puesto de principal compositor teatral. 

## Zarzuela y teatro musical
En lo que respecta a la zarzuela, Juan Francisco Gómez de Navas compuso en 1687 Venir el amor al mundo, con texto de Melchor Fernández de León, de la que se conservan algunas canciones en la Biblioteca Nacional de Madrid. Debido a su éxito, fue repuesta en varias ocasiones: 1689, 1694, 1697 y 1698. 
La obra Duelos de ingenio y fortuna, con texto de Bances Candamo, se estrenó en 1687. Presenta un tema mitológico habitual en el género, y también se conocen algunas partes sueltas atribuidas a este compositor. 
El 25 de agosto de 1688, Juan Francisco Gómez de Navas estrenó la comedia con música Amor es esclavitud, con libreto de Manuel Vidal y Salvador. 
Otra de sus zarzuelas es Amor industria, zarzuela y poder, estrenada en 1692, con letra de Lorenzo de las Llamosas, escritor español de las Américas (Virreinato del Perú) con el que colaboró en varias ocasiones.
La comedia Destinos vencen finezas (1698-99) tiene el interés de ser la primera del género editada en la época por la imprenta madrileña del organista José de Torres. Salió a la luz esa edición en 1699, y un año antes había publicado la edición suelta el impresor real Francisco Sanz. La comedia desarrolla un tema mitológico, basado en el conocido poema La Eneida, de Virgilio. Destinos vencen finezas fue encargada para la celebración del cumpleaños de Carlos II en 1698, poco antes de su muerte. Utiliza recursos formales habituales en el género, como estrofas con estribillo, los tonos, coros y recitados. Entre los aspectos de mayor interés destaca la novedad que supone la incorporación de oboes, que son utilizados todavía como instrumentos de fanfarria. Uno de los números más interesantes es un tono para voz, viola de amor y viola de arco obligadas y acompañamiento, que parece reproducir el contexto habitual de una sesión de música de cámara cortesana, y confirma el interés de la corte por estos instrumentos de cuerda. La edición de Torres contiene la comedia con música solamente, la edición suelta incluye la loa, el baile y los intermedios de la representación, además de detallar los intérpretes que la estrenaron.
En el carnaval de 1699 se estrenó Júpiter y Yoo y Los cielos premian desdenes, con libro de Marcos de Lanuza, y cuya música no se sabe con seguridad si pertenece a Navas o a Durón. La partitura anónima completa se conserva en la Biblioteca Nacional de Madrid.
En colaboración con Sebastián Durón, Juan Francisco Gómez de Navas compuso la famosa zarzuela Apolo y Dafne, escrita en tres actos. Navas compuso el segundo acto, cuya música consiste en cuartetos vocales, recitativos y arias acompañadas por violines y continuo, de gran vivacidad. La partitura también se conserva en la Biblioteca Nacional de Madrid. 
Su último trabajo conocido en el campo de la zarzuela es Viento es la dicha de amor, de 1700, respuesta en 1714 con texto de Antonio de Zamora: de ella se atribuye a Navas una canción, conservada en la Biblioteca Nacional de Madrid.